# Hans Van Bylen
Hans Van Bylen (Berchem, 26 april 1961) is een Belgisch bedrijfsleider en bestuurder.

## Biografie
Hans Van Bylen studeerde bedrijfseconomie aan de Universiteit Antwerpen, waar hij ook een MBA behaalde. Hij voltooide ook opleidingen aan de Harvard Business School, het INSEAD en het International Institute for Management Development.
Hij ging in 1984 bij de Duitse multinational Henkel als productmanager in België aan de slag. Later bekleedde hij er verschillende managementposities. In 2005 werd hij lid van het uitvoerend comité en uitvoerend vicevoorzitter van Henkel. In mei 2016 volgde Van Bylen Kasper Rorsted als CEO van Henkel op. Onder zijn leiding nam Henkel onder meer het Amerikaanse Sun Products over in juni 2016. In november 2016 stelde hij een nieuwe bedrijfsstrategie (Henkel 2020+) voor. In januari 2020 volgde financieel directeur Carsten Knobel hem op.
Van 2007 tot 2008 was hij lid van de raad van bestuur van Ecolab en van 2013 tot 2017 van GfK. Hij was voorzitter van het Verband der Chemischen Industrie (VCI), bestuurder van het Bundesverband der Deutschen Industrie, Baden-Badener Unternehmer Gespräche, het Consumer Goods Forum, Facio Therapies en de Freundeskreis der Deutschen Oper am Rhein, lid van de European Round Table of Industrialists en lid van de adviesraad van de Vlerick Business School.
Van Bylen lid van de raad van toezicht van Lanxess (sinds 2020), de raad van bestuur van de SN Air Holding (2020) en de raad van commissarissen van AkzoNobel (sinds 2022). In 2020 werd hij voorzitter van de raad van bestuur van Ontex. In 2020 werd hij ook bestuurder van bouwmaterialengroep Etex, waar hij in januari 2025 Jo Van Biesbroeck opvolgde.